# Alice und Bob

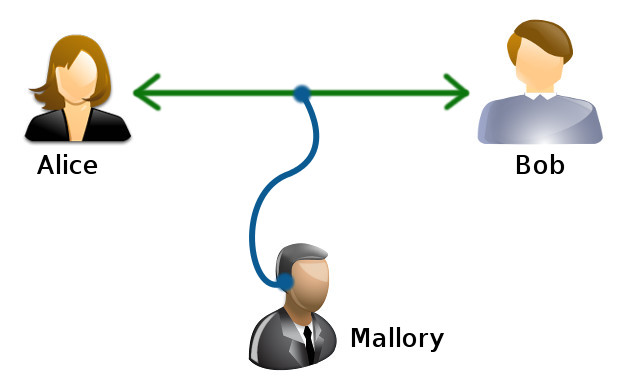
Beispielsituation, in der die Kommunikation zwischen Alice und Bob von Mallory unterbrochen wird

Alice und Bob sind Synonyme für Sender und Empfänger einer Nachricht. Sie werden verwendet, um Erklärungen auf den Gebieten der Kryptographie, der Netzwerkprotokolle und der Physik zu vereinfachen. Sie stellen also metasyntaktische Variablen dar und werden verwendet, da Beschreibungen mit „Person A möchte Person B eine Nachricht zukommen lassen“ schnell unübersichtlich werden. „Alice und Bob“ traten 1978 in der Schrift A Method for Obtaining Digital Signatures and Public-Key Cryptosystems von Ronald L. Rivest, Adi Shamir und Leonard M. Adleman erstmals auf.
Die Namen wurden so gewählt, dass sie mit den ersten beiden Buchstaben des Alphabetes übereinstimmen, und entsprechen damit dem A- und B-Teilnehmer in der Telekommunikation. Die Namen werden auch in spieltheoretischen Arbeiten verwendet, um die Spieler in einem Zweipersonen-Spiel zu bezeichnen.
Auf dem Gebiet der Kryptographie und Computersicherheit gibt es eine große Anzahl von Namen für die Teilnehmer von Gesprächen. Die Namen sind dabei mitunter suggestiv oder enthalten einen humoristischen Unterton.

## Rollenverteilung
Eine Verteilung von Rollen zu Protagonisten in einem Beispiel folgt oft lose folgender Zuordnung:
| Alice und Bob                                   | Die ersten, generischen Charaktere. Initiator des Gegenstands der Betrachtung ist meist Alice: Sie will zum Beispiel eine Nachricht an Bob senden. |
| Carol, Carlos oder Charlie                      | Ein generischer dritter Teilnehmer. |
| Chuck oder Chad                                 | Ein dritter Teilnehmer, häufig mit schlechter Absicht. |
| Craig                                           | Ein password cracker, häufig in Situationen mit gespeicherten Passwörtern |
| Dan, Dave oder David                            | Ein generischer vierter Teilnehmer. |
| Erin                                            | Ein generischer fünfter Teilnehmer, aber selten genutzt, da "E" normalerweise für Eve reserviert ist. |
| Eve oder Yves                                   | Ein Lauscher (von engl. eavesdropper), der normalerweise passiv bleibt. Während sie Nachrichten zwischen Alice und Bob abhören kann, kann sie die Nachrichten nicht verändern. In der Quantenkryptographie kann Eve auch die Umgebung (von engl. environment) darstellen. |
| Faythe                                          | Eine vertrauenswürdige Person (von engl. faith and faithfulness). Faythe kann ein Aufbewahrungsort für einen Schlüsseldienst oder ein Kurier für Geheimnisse sein. |
| Frank                                           | Ein generischer sechster Teilnehmer. |
| Grace                                           | Ein Vertreter der Regierung (von engl. government representative). Grace könnte versuchen, Alice oder Bob dazu zu zwingen, Hintertüren in ihre Protokolle einzubauen. Grace kann auch absichtlich Standards abschwächen. |
| Heidi                                           | Ein boshafter Designer (engl. mischievous designer) für kryptografische Standards, der jedoch selten verwendet wird. |
| Ivan                                            | Ein Aussteller (von engl. issuer), der erstmals von Ian Grigg im Zusammenhang mit Ricardianischen Verträgen erwähnt wurde. |
| Judy                                            | Ein Richter (von engl. judge), der zur Beilegung eines möglichen Streits zwischen den Teilnehmern herangezogen werden kann. |
| Mallory oder (weniger häufig) Mallet oder Darth | Ein bösartiger Angreifer (von engl. malicious attacker). Verbunden mit Trudy, einem Eindringling. Im Gegensatz zur passiven Eve ist Mallory ein aktiver Angreifer (der oft bei Man-in-the-Middle-Angriffen eingesetzt wird), der Nachrichten verändern, ersetzen oder alte Nachrichten wiedergeben kann. Die Schwierigkeit, ein System gegen Mallory zu sichern, ist viel größer als gegen Eve. |
| Michael oder Mike                               | Wird als Alternative zum Lauscher Eve verwendet (von engl. microphone). |
| Niaj                                            | Wird als Alternative zum Lauscher Eve in einigen Südasiatischen Ländern verwendet. |
| Olivia                                          | Ein Orakel, das auf die Fragen der anderen Teilnehmer antwortet. Olivia fungiert oft als "Black Box" mit einem verborgenen Zustand oder einer verborgenen Information oder als Zufallsorakel. |
| Oscar oder Oskar                                | Ein Gegner (von engl. opponent), ähnlich zu Mallory, aber nicht zwingend mit schädlicher Absicht. |
| Peggy oder Pat                                  | Ein Prover, der mit dem Verifizierer zusammenarbeitet, um zu zeigen, dass die beabsichtigte Transaktion tatsächlich stattgefunden hat. Peggy ist häufig in Null-Wissens-Beweisen zu finden. |
| Rupert                                          | Ein Verweigerer (von engl. repudiator), der für Interaktionen auftritt, die eine Nichtabstreitbarkeit erfordern. |
| Sybil                                           | Ein pseudonymer Angreifer, der in der Regel eine große Anzahl von Identitäten verwendet. Sybil kann zum Beispiel versuchen, ein Peer-to-Peer-Netzwerk zu untergraben. Siehe Sybil-Attacke. |
| Trent oder Ted                                  | Eine vertrauenswürdige dritte Instanz (von engl. trusted entity). Trent könnte zum Beispiel ein Notar sein. |
| Trudy                                           | Ein Eindringling (von engl. intruder). |
| Victor or Vanna                                 | Ein Verifizierer (engl. verifier), der vom Prover einen Beweis benötigt. |
| Walter                                          | Ein Aufseher (von engl. warden), der Alice und Bob beschützt. |
| Wendy                                           | Ein Whistleblower, der ein Insider mit privilegiertem Zugang ist und Informationen weitergeben kann. |